# 2001 aux États-Unis
Chronologie des États-Unis
- 1997
- 1998
- 1999
- 2000
- 2001
- 2002
- 2003
- 2004
- 2005

Cette page concerne des événements qui se sont produits durant l'année 2001 du calendrier grégorien aux États-Unis.

## Gouvernement
- Président : Bill Clinton jusqu'au 20 janvier, puis George W. Bush
- Vice-président : Al Gore jusqu'au 20 janvier, puis Dick Cheney
- Secrétaire d'État : Madeleine Albright jusqu'au 20 janvier, puis Colin Powell

- Chambre des représentants - Président : Dennis Hastert (Parti républicain)

## Événements

### Janvier
- 2 janvier : Sila María Calderón est la première femme et la 8e gouverneur de Porto Rico.
- 11 janvier : Le Federal Trade Commission approuve la fusion de America Online et de Time Warner pour former AOL Time Warner[1].
- 15 janvier : Lancement de l'encyclopédie en ligne collaborative et multilingue Wikipédia.
- 20 janvier : début du premier mandat du 43e président américain, George W. Bush.
- 22-24 janvier : Capture de six des sept Texas Seven (en), prisonniers échappés de la prison John B. Connally Unit (en) au Texas le mois dernier.
- 26 janvier : Mort de la joueuse de crosse Diane Whipple tuée par deux chiens, des dogues des Canaries appartenant à ses voisins[2].
- 28 janvier : Super Bowl XXXV : les Ravens de Baltimore gagne face aux Giants de New York par un score de 34 à 7.

### Février
- 9 février : Le sous-marin nucléaire d'attaque américain USS Greeneville (SSN-772) heurte le chalutier-école japonais Ehime Maru au large d’Oahu au cours d'une manœuvre de remontée d’urgence[3].
- 18 février :
  - Mort du pilote automobile Dale Earnhardt lors du dernier tour du Daytona 500.
  - Arrestation de l'agent spécial du FBI Robert Hanssen pour espionnage pour le compte de la Russie.
- 28 février : Séisme de Nisqually dans l'État de Washington atteignant une magnitude de 6.8 : 1 mort et 400 blessés.

### Mars
- 25 mars : 73e cérémonie des Oscars ; Gladiator est sacré meilleur film.

### Avril
- 7 avril : Un jeune Afro-Américain de 19 ans, Timothy Thomas, est tué par un policier à Cincinnati[4].
- 9-13 avril : La ville de Cincinnati connait alors 4 jours de violentes émeutes où 70 personnes sont blessées. Le calme revient après instauration d'un couvre-feu et le déploiement de l'armée.
- 17 avril : Référendum sur le drapeau du Mississippi.
- 21 avril : La ville de Hoisington, au Kansas, est touchée par une tornade F4 : un mort et 28 blessés[5].
- 28 avril : lancement de Soyouz TM-32, premier vol embarquant un touriste spatial, Dennis Tito.

### Mai
- 18 mai : Sortie de Shrek au cinéma.

### Juin
- 5 juin : James Jeffords quitte le Parti républicain et est élu au Sénat.

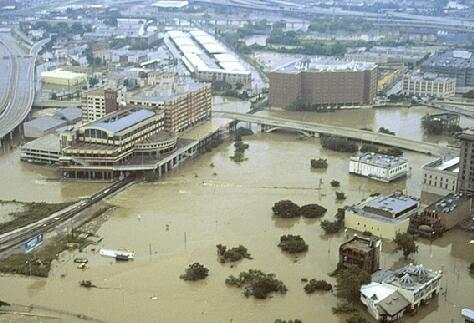
Tempête tropicale Allison : inondations à Houston.

- Tempête tropicale Allison : inondations à Houston.5-9 juin : la tempête tropicale Allison frappe les États-Unis. La ville de Houston, au Texas, reçoit 900 mm de pluies, a 22 morts et des milliards de dollars de dégâts[6].
- 7 juin : Le président Bush promulgue la Loi de conciliation sur la croissance économique et l'allègement de la fiscalité. Elle inaugure une importante baisse de la fiscalité (41 milliards de dollars pour 2001) pour relancer d'une part la croissance économique et d'autre part pour rendre les importants excédents budgétaires des années Clinton au contribuable.
  - Réduction de l'impôt sur le revenu (la première tranche à 10 % et la dernière à 35 %), de l'impôt sur les plus-values, de l'impôt sur les sociétés
  - Suppression de l'impôt sur les droits de succession
  - Augmentation du crédit d’impôt pour enfants à charge, des déductions pour couples mariés et l’impôt sur les successions
  - Création de nouveaux crédits d'impôt sur les frais d’éducation
  - Mesures fiscales favorisant l'épargne-retraite.
  - Ces mesures vont diminuer les recettes fédérales de 0,4 % du PIB.
- 11 juin : Exécution de Timothy McVeigh, responsable de l'attentat d'Oklahoma City.
- 15 juin : Sortie de Atlantide, l'empire perdu, 41e « Classique d’animation » des studios Disney.
- 20 juin : Andrea Yates tue ses cinq enfants à Houston (Texas).

### Juillet
- 9-23 juillet : Feu de forêt de Thirty Mile (en) dans la Forêt nationale d'Okanogan, dans l'État de Washington : 4 morts[7].
- 18 juillet : Incendie du tunnel d'Howard Street (en) après le déraillement d'un train à Baltimore (Maryland)

### Août
- 1er août : Roy Moore, président de la Cour suprême de l'Alabama, installe une stèle de granit de 2,5 tonnes représentant les Tables de la Loi dans le bâtiment de la Cour suprême[8].
- 2 août : la Chambre des représentants des États-Unis autorise la recherche de pétrole dans le territoire du Refuge faunique national de l'Arctique.
- 25 août : Mort de la chanteuse Aaliyah lors d'un accident d'avion.

### Septembre

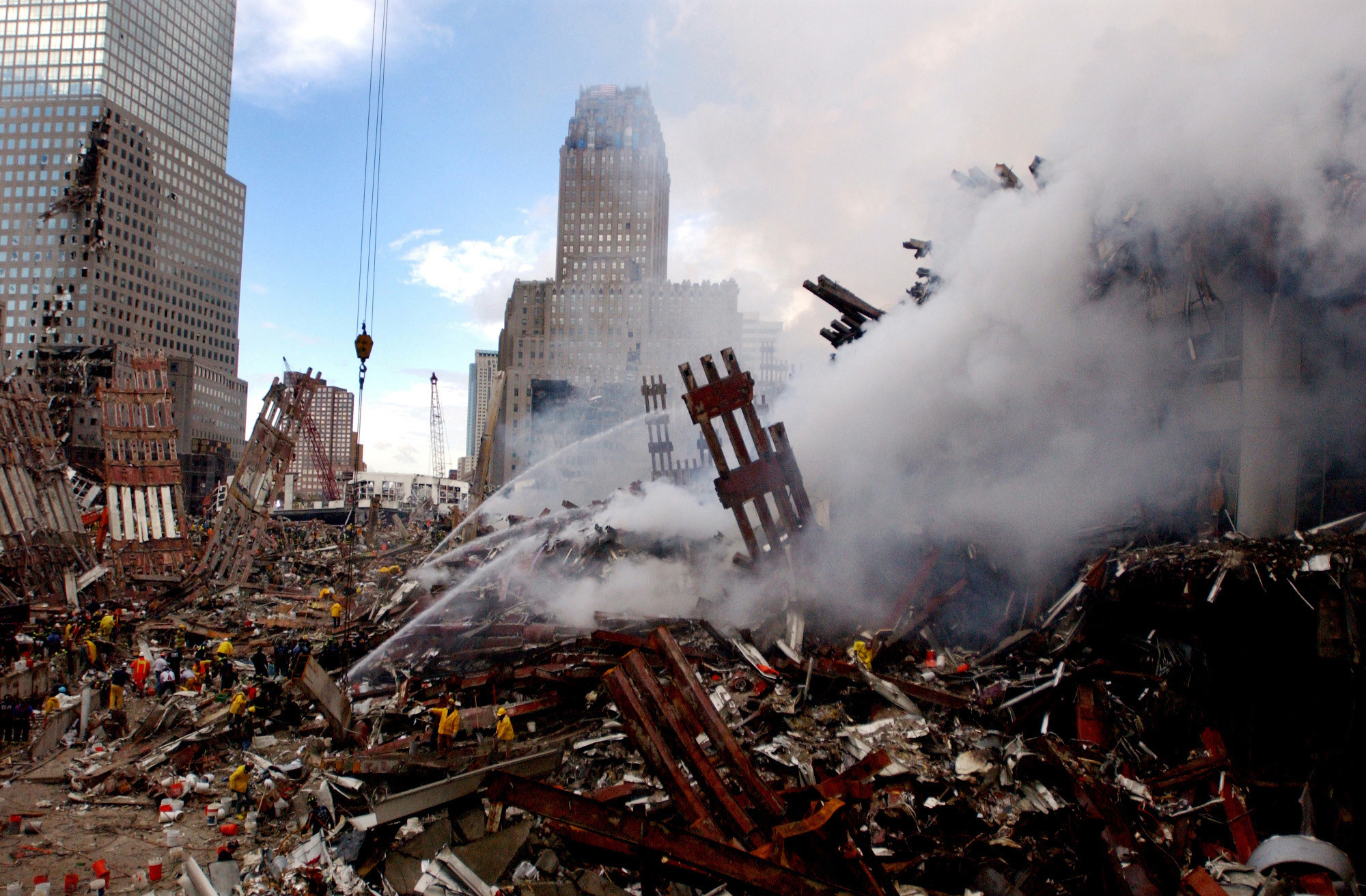
Le site du World Trade Center à New York, rebaptisé Ground Zero, deux jours après les
attentats du 11 septembre 2001 à New York.

- 1er septembre : Fondation du Free State Project à l'Université Yale.
- 4 septembre : Robert Mueller est nommé directeur du Federal Bureau of Investigation (FBI).
- 11 septembre : attentats terroristes aux États-Unis, simultanément à New York, contre les tours du World Trade Center à Manhattan, et à Washington, contre le bâtiment du Pentagone, abritant le département de la Défense des États-Unis, faisant au total environ 3 000 morts.
- 12 septembre : Le Congrès, immédiatement réuni après les attentats de la veille, fait voter un budget d'urgence de 60 milliards de dollars pour financer les dépenses de reconstruction des sites touchés par les attentats et aider les compagnies aériennes victimes de la baisse de 30 % du trafic aérien nord-américain. 70 milliards de dollars sont également accordés par le Congrès pour financer le renouvellement des infrastructures de transports, de télécommunication et d'énergie, dont la plupart sont obsolètes. L'une des conséquences de ces mesures budgétaires est l'abrogation de fait de la Loi sur l'équilibre budgétaire (Budget Balanced Act) de 1997. L'année 2001 marque la fin du cycle budgétaire vertueux (contrôle strict des dépenses fédérales, simplification de la fiscalité) entamé depuis la fin des années 80 (rapport de 2001 de l'OCDE).
- 15 septembre : le Queen Isabella Memorial Bridge (en) s'effondre après avoir été heurté par un remorqueur, tuant huit personnes.
- 17 septembre : réouverture du New York Stock Exchange, fermé après l'attaque du 11 septembre.
- 18 septembre : Attaques aux enveloppes contaminées au bacille du charbon : 5 morts et 17 malades.
- 21 septembre : concert de bienfaisance America: A Tribute to Heroes.

### Octobre
- 3 octobre : Attaque d'un bus Greyhound à Manchester (Tennessee) : 7 morts et 22 blessés.
- 7 octobre : Les États-Unis envahissent l'Afghanistan (Opération Enduring Freedom).
- 23 octobre : Sortie du premier iPod.
- 25 octobre : Première version de Windows XP.
- 26 octobre : entrée en vigueur du USA Patriot Act, à la suite des attentats. Cette loi efface la distinction juridique entre les enquêtes effectuées par les services de renseignement extérieur et les agences fédérales responsables des enquêtes criminelles (FBI) dès lors qu'elles impliquent des terroristes étrangers. Elle crée aussi les statuts de combattant ennemi et combattant illégal, qui permettent au gouvernement des États-Unis de détenir sans limite et sans inculpation toute personne soupçonnée de projet terroriste. Dans la pratique cette loi autorise les services de sécurité à accéder aux données informatiques détenues par les particuliers et les entreprises, sans autorisation préalable et sans en informer les utilisateurs.

### Novembre
- 12 novembre : Le vol American Airlines 587 s'écrase peu de temps après son décollage : 265 morts.
- 16 novembre : Sortie du film Harry Potter à l'école des sorciers au cinéma.
- 18 novembre : Sortie de la console GameCube en Amérique du Nord.
- 19 novembre : Aviation and Transportation Security Act. Cette loi votée à la suite des attentats de septembre, crée la Transportation Security Administration, agence fédérale chargée de la sécurisation des moyens de transports.
- 29 novembre : Mort de George Harrison, membre des Beatles, à Los Angeles.
- 30 novembre : Arrestation du tueur en série Gary Ridgway.

### Décembre
- 2 décembre : Faillite de l'entreprise Enron.
- 13 décembre : Annonce officielle du retrait des États-Unis du Traité ABM.
- 19 décembre : Sortie du film Le Seigneur des anneaux : La Communauté de l'anneau au cinéma.
- 22 décembre : Arrestation du terroriste Richard Reid qui avait tenté de faire exploser le Vol American Airlines 63.

## Culture

### Cinéma

#### Films américains sortis en 2001
- From hell
- Shrek

#### Autres films sortis aux États-Unis en 2001
- x

#### Oscars
- Meilleur film :
- Meilleur réalisateur :
- Meilleur acteur :
- Meilleure actrice :
- Meilleur film documentaire :
- Meilleure musique de film :
- Meilleur film en langue étrangère :

## Naissance en 2001
- 21 janvier : Jackson Brundage, acteur.
- 2 février : Connor Gibbs, acteur.
- 3 avril : Ashima Shiraishi, grimpeuse.
- 6 août : Ty Simpkins, acteur.
- 30 août : Emily Bear, compositrice et pianiste.
- 12 octobre : Raymond Ochoa, acteur.
- 21 novembre : Samantha Bailey, actrice.
- 28 décembre : Madison De La Garza, actrice.

## Décès en 2001
- 25 août : Aaliyah (chanteuse américaine)